# Левент, Нурай
Нурай Левент (тур. Nuray Levent; род. 8 мая 2000, Болу) — турецкая тяжелоатлетка, выступающая в весовой категории до 64 кг. Чемпионка Европы 2023 года, серебряный призёр чемпионата Европы 2022 года, чемпионка Средиземноморских игр, участница чемпионатов мира и Европы. Участница летних Олимпийских игр 2020 года в Токио.

## Биография
Нурай Левент родилась 8 мая 2000 года.

## Карьера
В 2015 году выступала на молодёжном и юниорском чемпионатах мира в категории до 58 кг, где заняла 9-е и 12-е места с суммарными результатами 173 и 172 кг, соответственно.
На чемпионате Европы 2016 года заняла 13-е место, подняв 83 килограмма в рывке и толкнув 104 кг. Абсолютно такой же результат Нурай показала на юниорском чемпионате мира в том же году, где стала 12-й. На молодёжном чемпионате Европы её результаты оказались слабее — 171 кг (75 + 96) и она стала бронзовым призёром.
На юниорском уровне она выиграла молодёжные чемпионаты Европы и мира в 2017 году, а на юниорском чемпионате мира 2017 стала шестой. Стала серебряным призёром на юниорском чемпионате Европы 2017.
На Играх Средиземноморья 2018 завоевала золотую медаль в категории до 63 кг, подняв 211 кг (95 + 116). В том же году стала пятой на юниорском чемпионате мира и второй на молодёжном чемпионате Европы, а затем поехала на взрослый чемпионат мира в Ашхабад. В Туркмении Нурай участвовала в новой весовой категории до 64 кг, подняла 90 килограммов в рывке и 112 в толчке, заняв итоговое 25-е место.
На чемпионате Европы 2019 года в Батуми стала девятой, в сумме подняв 207 кг. На юниорском чемпионате мира завоевала бронзу с результатом 213 кг (95 + 118), а на взрослом в Паттайе стала 15-й, подняв в каждом упражнении на один килограмм меньше, чем на юниорском первенстве. На юниорском чемпионате Европы 2019 завоевала серебро.
В 2022 году на чемпионате Европы в Албании, в весовой категории до 64 килограммов, турецкая спортсменка завоевала серебряную медаль с результатом по сумме двух упражнений 219 килограммов.
В Ереване, на чемпионате Европы 2023 года в категории до 64 кг завоевала золотую медаль с результатом 219 кг по сумме двух упражнений. В упражнении рывок ей досталась малая золотая медаль, а в упражнении толчок малая бронзовая.

## Государственные награды
- Медаль «Прогресс» (Азербайджан) — за проявление нерушимых братских отношений между Азербайджаном и Турцией в виде посвящения своей победы на чемпионате Европы по тяжёлой атлетике в Ереване Азербайджану (28 апреля 2023)[2].